# Брук, Джон, 7-й барон Кобем
Джон Брук (англ. John Brooke; после 1446 — 9 марта 1512) — английский аристократ, 7-й барон Кобем с 1464 года. Сын Эдуарда Брука, 6-го барона Кобема, и Элизабет Туше. После смерти отца унаследовал баронский титул и владения в ряде графств (земли Кобемов в Кенте, земли Бруков в Девоне и Сомерсете). До достижения совершеннолетия находился под опекой Эдуарда Невилла, 1-го барона Абергавенни, дяди короля Эдуарда IV. Участвовал в военной экспедиции во Фландрию в 1491—1492 годах, сражался при Блэкхите с корнуолльскими повстанцами в 1497 году.
Барон был дважды женат: на Элеаноре Остелл и на Маргарет Невилл, дочери Эдуарда Невилла, 1-го барона Абергавенни, и Кэтрин Говард. Во втором браке родился сын Томас (умер в 1529), 8-й барон Кобем.